# Fertilité féminine
La fertilité féminine est liée aux cycles d'ovulation de la femme. La période pendant laquelle un rapport peut être fécondant, appelée période fertile ou fenêtre de fertilité, dure de 5 à 8 jours en fonction des couples. Elle correspond aux quelques jours par mois où un couple humain a des chances de concevoir. Pendant le reste de son cycle, la femme est non fertile.

## Durée de la phase fertile
Si l’homme est fertile chaque jour, la fertilité de la femme est cyclique. La femme est fertile les derniers jours de la phase folliculaire, juste avant l’ovulation (environ 3 jours), et environ 24 heures après l’ovulation. La durée de vie d'un spermatozoïde est d'environ trois jours. La fenêtre de fertilité se calcule en tenant compte de la durée de vie des spermatozoïdes dans la glaire cervicale et la durée de vie de l'ovule dans la trompe utérine et dure théoriquement environ 4 jours.
L'ovulation est un phénomène complexe préparé en amont par les évolutions hormonales. Il est possible, chez certaines femmes, que l'ovulation s'accompagne de la libération de plusieurs ovocytes mais toujours dans un délai de 24 heures ce qui peut être à l'origine des faux jumeaux. Cela s'observe principalement chez des femmes sous traitement de stimulation ovarienne. Pour Maylis Jahan « C’est important à savoir, car dans les différentes méthodes d’observation de la fertilité [synonyme de MOC], ce facteur de 24 heures est pris en compte. »

## Indices de fertilité
Les indices de fertilité sont des changements (plus ou moins discrets) que l'on peut observer dans le corps d'une femme et qui indiquent la période de son cycle menstruel où elle est la plus fertile :
- la température basale,
- la qualité de la glaire cervicale,
- la position du col de l'utérus,
- les douleurs ovulatoires (douleurs abdominales en milieu de cycle),
- les seins douloureux,
- les petites pertes de sang en milieu de cycle,
- les ganglions lymphatiques de l'aine,
- le désir sexuel.

### Physiologie féminine
Avant et après la fenêtre de fertilité, le col de l'utérus est fermé, dur et descend un peu dans le vagin. La glaire sécrétée par le canal du col est épaisse et bouche le canal du col (ce bouchon est utile, il empêche les micro-organismes du vagin d'entrer dans l'utérus). Pour cette raison et à cause de l'acidité vaginale, les spermatozoïdes périssent dans le vagin au bout d'une à trois heures.[réf. nécessaire]
Pendant les jours fertiles, le canal du col de l'utérus est ouvert et bien aligné avec le vagin. La glaire du col est filante et abondante, elle s'écoule même à travers le vagin. Elle permet aux spermatozoïdes d'entrer dans le canal et de s'y installer, dans les cryptes. À l'intérieur de ces cryptes cervicales, les spermatozoïdes peuvent survivre jusqu'à 6 jours. Grâce à cet élixir, les spermatozoïdes terminent leur maturation. Après cette traversée du col, les spermatozoïdes entrent dans l'utérus et poursuivent leur route dans les trompes utérines. C'est dans le dernier tiers de la trompe qu'a lieu la rencontre avec l'ovule et une possibilité de fécondation. La qualité de la glaire est donc primordiale pour assurer la fécondité.[réf. nécessaire]

## Utilisation
La détection des indices de fertilité permet aux couples de choisir le comportement adéquat pour favoriser ou éviter la conception. Ils sont utilisés dans le cadre des méthodes naturelles de régulation des naissances.Chez certains animaux, la période fertile est clairement repérable chez la femelle. Les humains font partie des quelques espèces de mammifères chez qui l'ovulation est cachée. Ainsi, la majorité des femmes ne savent pas naturellement lorsqu'elles ovulent, et cela est l'un des problèmes principaux de nombreux couples qui tentent de concevoir un enfant, la fenêtre de fertilité étant réduite.
Le centre européen de planning familial estime que l'identification des indices de fertilité augmente les chances de grossesse du couple, et peut être une méthode de contraception efficace dans certains cas. Le Dr. Bruno Scarpa promeut en particulier l'identification de la glaire cervicale « fertile ». Le Dr Fehring souligne que l'utilisateur des tests d'ovulation en combinaison avec l'observation de la glaire cervicale peut être très utile comme méthode de contraception.

### Méthodes d'observation du cycle (MOC)
Les MOC utilisent signes et symptômes pour observer la fertilité. Les deux indices les plus utilisés pour détecter l'ovulation et donc la période fertile sont la température basale et l'observation de la glaire cervicale. En effet il s'agit des trois indicateurs qui varient le moins avec le stress et autres facteurs externes. D'après le Dr. Pyper, l'utilisation de plusieurs de ces indices plutôt qu'un seul est plus efficace, surtout si cette méthode est utilisée à des fins de régulation des naissances.
Pour détecter l'ovulation, plusieurs méthodes existent qui utilisent les indices listés plus haut :
- La méthode des températures où la température basale est mesurée et notée sur une courbe de température
- La méthode Billings, basée sur l'observation de la glaire cervicale, soutenue par l'OMS pour son coût nul et sa facilité d'apprentissage ;
- La méthode FertilityCare, elle aussi basée sur l'observation de la glaire cervicale ;
- Les tests d'ovulation, qui peuvent s'acheter en pharmacie, dont le principe est la détection de l’hormone lutéïnisante (LH), détectable un à deux jours avant l’ovulation ;
- Les méthodes sympto-hormonales qui combinent l'observation de la glaire cervicale et le recours à des dosages hormonaux par "tests d'ovulation" ;
- Les méthodes symptothermiques, qui combinent la mesure de la température basale et l'observation de la glaire cervicale.

Ces méthodes permettent l'observation de la fertilité, à la différence des "méthodes statistiques de régulation des naissances", comme la méthode du calendrier, dite Ogino-Knaus, qui calculent la probabilité de l'ovulation sur la moyenne des cycles précédents. Cette méthode est considérée maintenant comme dépassée et obsolète.

### Indicateurs de la santé de la femme
Le Dr. Vigil a montré que repérer les indices de fertilité depuis l'adolescence permet à la femme de mieux connaître son corps et donc d'identifier les déséquilibres métaboliques, endocriniens ou même des infections.